# Ordine di Gagarin
L'ordine di Gagarin (in russo Орден Гагарина?) è un'onorificenza della Federazione Russa istituita con decreto del Presidente della Federazione Russa del 27 maggio 2023 n. 385 "Sull'istituzione dell'Ordine di Gagarin".

## Storia
Il cosmonauta sovietico Jurij Gagarin fu la prima persona a compiere un volo spaziale. Il 12 aprile 1961 fece il giro del globo sulla navicella spaziale Vostok 1 per un'ora e 48 minuti, dopodiché tornò sano e salvo sulla Terra.
Il 12 aprile 2023 Jurij Borisov, amministratore delegato della società statale Roscosmos, annunciò che il presidente russo Vladimir Putin aveva approvato la proposta avanzata dalla sua agenzia di istituire un ordine intitolato a Jurij Gagarin.
Il 16 giugno successivo l'ordine fu assegnato per la prima volta a Valentina Tereškova, la prima donna ad avere compiuto un volo spaziale.

## Assegnazione
Secondo lo statuto dell'ordine, approvato con decreto del Presidente della Federazione Russa del 27 maggio 2023 n. 385 "Sull'istituzione dell'Ordine di Gagarin", esso viene assegnato ai cittadini della Federazione per premiare:
- il completamento con successo di un volo spaziale con equipaggio e di un programma di volo spaziale con equipaggio per l'esplorazione, la ricerca e l'uso dello spazio esterno;
- servizi eccezionali nell'organizzazione e nell'esecuzione di un volo spaziale e di un programma di volo spaziale per l'esplorazione, la ricerca e l'uso dello spazio esterno;
- servizi eccezionali nell'attuazione della politica statale nel campo delle attività spaziali, anche nell'interesse della difesa e della sicurezza della Federazione Russa;
- servizi eccezionali nello sviluppo, produzione, prova e funzionamento della tecnologia missilistica e spaziale, nella creazione e nell'implementazione di nuove tecnologie e nello svolgimento di un'efficace ricerca scientifica;
- grandi servizi nella formazione del personale scientifico e ingegneristico.

Inoltre, l'ordine può essere assegnato a cittadini stranieri per premiare l'effettiva partecipazione alla cooperazione internazionale con la Federazione Russa nel campo dell'esplorazione e dell'uso dello spazio, nonché a gruppi di organizzazioni (indipendentemente dalla proprietà) per premiare grandi risultati nello sviluppo delle attività spaziali, nell'attuazione della politica statale nel campo delle attività spaziali, nel garantire la difesa e la sicurezza della Federazione Russa nello spazio.
Il distintivo dell'ordine viene indossato sul lato sinistro del petto e, in presenza di altri ordini della Federazione Russa, viene posto dopo il distintivo dell'Ordine di Santa Caterina la Grande Martire. Per le occasioni speciali e l'abbigliamento civile quotidiano è possibile indossare una copia in miniatura del distintivo dell'Ordine di Gagarin, da porre dopo la copia in miniatura del distintivo dell'Ordine di Santa Caterina la Grande Martire. Quando si indossa un'uniforme, il nastro dell'Ordine di Gagarin viene posto su una barra dopo il nastro dell'Ordine della Santa Grande Martire Caterina. Sugli abiti civili è indossato un nastro dell'Ordine di Gagarin a forma di coccarda da porre sul lato sinistro del petto.

## Insegne

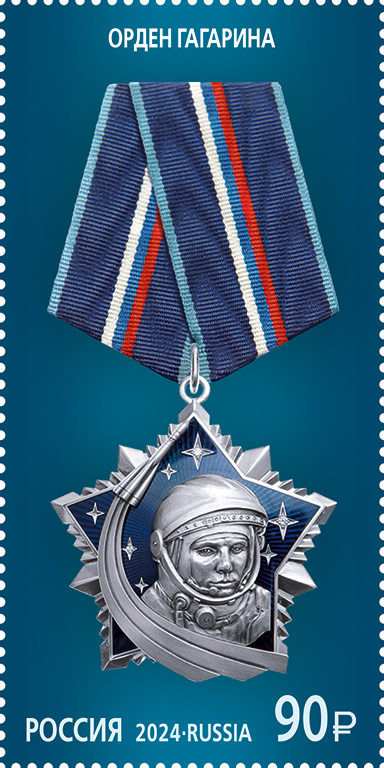
L'Ordine di Gagarin in un francobollo russo del 2024.

Il distintivo dell'Ordine di Gagarin è una stella a cinque punte in argento smaltato. Tra le punte sono presenti strali d'argento. La stella è ricoperta di smalto blu con un'immagine simbolica del cielo stellato su cui sono poste tre stelle con zirconi.
Sulla stella a cinque punte vi è un ritratto a busto e mezzo girato a destra di Jurij Gagarin con un casco. Dalla punta in basso a destra a quella superiore vi è un'immagine simbolica di un razzo che decolla seguito da una lunga scia. La distanza tra le estremità dei raggi opposti della stella è di 44 mm. Sul retro del distintivo dell'ordine vi è la scritta in rilievo "ЮРИЙ ГАГАРИН" (in italiano: JURIJ GAGARIN), nonché il numero del distintivo dell'ordine.
Il distintivo dell'Ordine di Gagarin, con l'aiuto di un occhiello e di un anello, è collegato a un blocco pentagonale ricoperto da un nastro di seta moiré blu con strisce longitudinali dei colori della bandiera di stato della Federazione Russa al centro e strisce blu lungo i bordi. La larghezza del nastro è di 24 millimetri, la larghezza della strisce dei colori della bandiera di stato della Federazione Russa è di 2 mm ciascuna come anche la larghezza delle strisce blu.
La copia in miniatura del distintivo dell'Ordine è indossata su un blocco. La distanza tra le estremità dei raggi opposti della stella è di 15,4 mm, l'altezza del blocco dalla sommità dell'angolo inferiore alla metà del lato superiore è di 19,2 mm, la lunghezza del lato superiore è di 10 mm, la lunghezza di ciascun lato è di 16 mm e la lunghezza di ciascuno dei lati che formano l'angolo inferiore è di 10 mm. Quando si indossa il nastro dell'Ordine di Gagarin sulle uniformi viene utilizzato un nastrino con un'altezza di 8 millimetri e una larghezza di 24 millimetri. Al nastro dell'Ordine di Gagarin è allegata un'immagine in miniatura del distintivo dell'ordine in metallo smaltato. La distanza tra le estremità dei raggi opposti della stella è di 13 mm e il diametro della rosetta è di 15 mm.

## Insigniti
1. Valentina Vladimirovna Tereškova (16 giugno 2023) - Cosmonauta, eroe dell'Unione Sovietica, deputata della Duma di Stato dell'Assemblea federale della Federazione Russa e membro della commissione per gli affari internazionali della Duma di Stato [5][6]